# Clinton Anderson

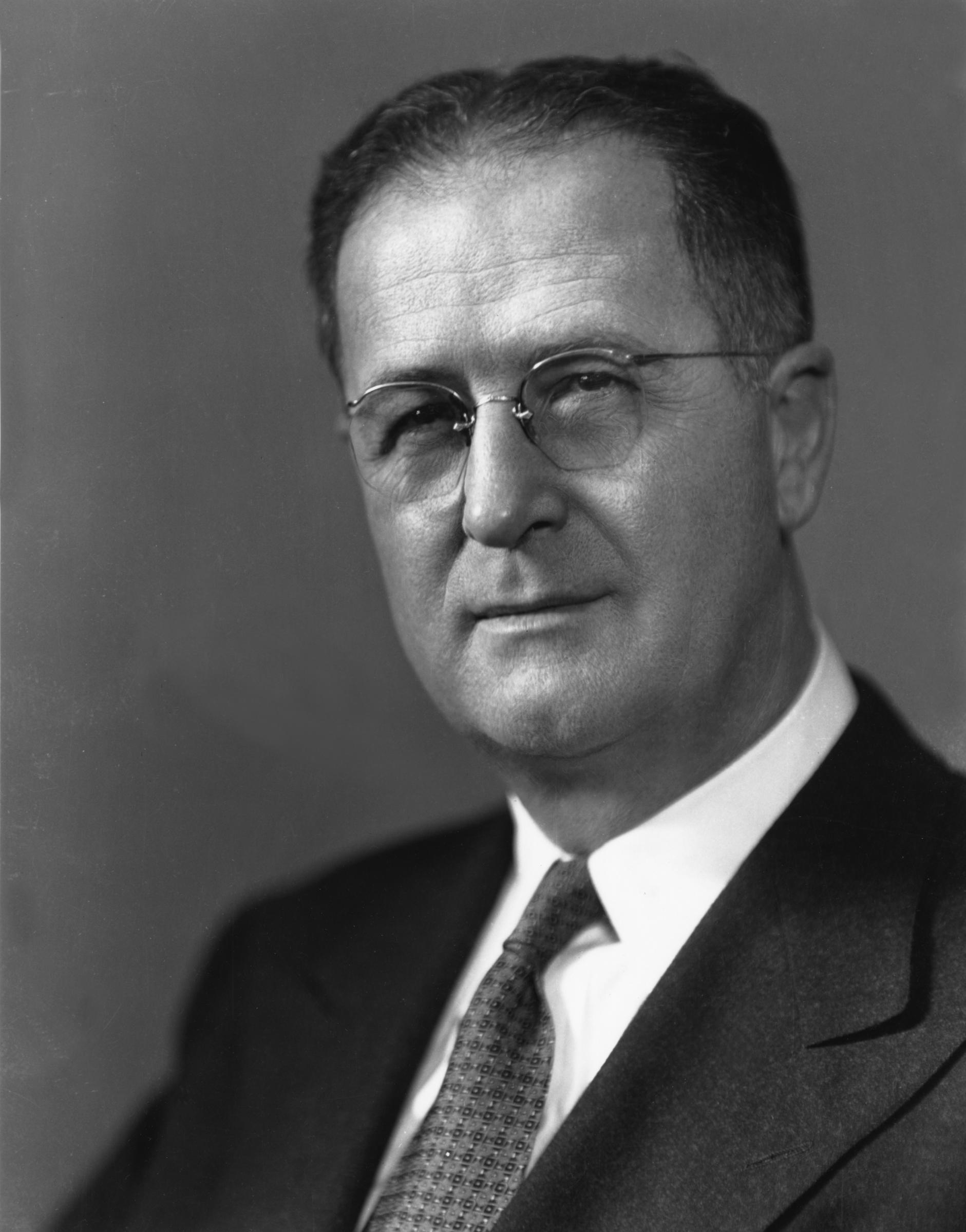
Clinton Presba Anderson

Clinton Presba Anderson, född 23 oktober 1895 i Centerville, South Dakota, USA, död 11 november 1975 i Albuquerque, New Mexico, var en amerikansk demokratisk politiker.
Utan att någonsin utexamineras studerade han 1913-1915 vid Dakota Wesleyan University och 1915-1916 vid University of Michigan. Han var tvungen att återvända hem till South Dakota för att försörja sin familj när fadern fick en ryggskada. Han arbetade i flera månader som journalist innan han fick reda på att han hade tuberkulos när han försökte ta värvning när USA gick med i första världskriget. Läkarna gav honom bara sex månader att leva och han åkte till det metodistiska sanatoriet i Albuquerque, var han sedan tillfrisknade.
Han var ledamot av USA:s representanthus från New Mexico 1941-1945, USA:s jordbruksminister 1945-1948 och ledamot av USA:s senat från New Mexico 1949-1973. I 1948 års val till USA:s senat besegrade han den beryktade diplomaten och före detta krigsministern Patrick J. Hurley.